# Tethysbaena ledoyeri
Espèce
Tethysbaena ledoyeri est une espèce de crustacés thermosbaenacés de la famille des Monodellidae.

## Distribution
Cette espèce est endémique des Bouches-du-Rhône en France. Elle se rencontre dans les eaux souterraines de la calanque de Port-Miou.
Cette espèce a été observée dans une infractuosité karstique sans végétation de la rivière souterraine de Port-Miou.

## Description
Ce crustacé aquatique de l'ordre des Thermosbaenacea est de petite taille (2–3 mm) et il ressemble à une crevette transparente. Il est dépourvu d'yeux. Il se nourrit de bactéries.
Les données ADN suggèrent une proximité avec Tethysbaena argentarii et Tethysbaena scabra.
Observé à partir des années 1990, l'espèce est décrite par Herbert P. Wagner et Pierre Chevaldonné en 2020 dans la revue scientifique Crustaceana.

## Étymologie
Cette espèce est nommée en l'honneur du biologiste Michel Ledoyer (1937-2015).

## Publication originale
- Wagner & Chevaldonné, 2020 : Tethysbaena ledoyeri n. sp., a new thermosbaenacean species (Thermosbaenacea) from the Port-Miou karstic aquifer in southern France. Crustaceana, vol. 93, no 7, p. 819–841.